# Crassanapis
Genre
Crassanapis est un genre d'araignées aranéomorphes de la famille des Anapidae.

## Distribution
Les espèces de ce genre se rencontrent au Chili et en Argentine.

## Liste des espèces
Selon World Spider Catalog (version 16.0, 12/07/2015) :
- Crassanapis calderoni Platnick & Forster, 1989
- Crassanapis cekalovici Platnick & Forster, 1989
- Crassanapis chaiten Platnick & Forster, 1989
- Crassanapis chilensis Platnick & Forster, 1989
- Crassanapis contulmo Platnick & Forster, 1989

## Publication originale
- Platnick & Forster, 1989 : A revision of the temperate South American and Australasian spiders of the family Anapidae (Araneae, Araneoidea). Bulletin of the American Museum of Natural History, no 190, p. 1-139 (texte intégral).